# (551) Ortrud
(551) Ortrud ist ein Asteroid des Hauptgürtels, der am 16. November 1904 von Max Wolf entdeckt wurde.
Der Asteroid wurde benannt nach einer Figur aus Richard Wagners Oper Lohengrin.